# Nikita Klioukine
Pour les articles homonymes, voir Klioukine.
Nikita Sergueïevitch Klioukine - en russe : Никита Сергеевич Клюкин et en anglais Nikita Klyukin - (né le 10 novembre 1989 à Rybinsk en République socialiste fédérative soviétique de Russie - mort le 7 septembre 2011 à Iaroslavl en Russie) est un joueur professionnel russe de hockey sur glace. Il évolue au poste d'attaquant.

## Biographie

### Carrière en club
En 2005, il commence sa carrière en senior avec l'équipe réserve du Lokomotiv Iaroslavl dans la Pervaïa liga. En 2008, il joue ses premiers matchs avec l'équipe première dans la KHL.
Le 7 septembre 2011, il meurt dans l'accident de l'avion transportant le Lokomotiv Iaroslavl à destination de Minsk en Biélorussie. L'avion de ligne de type Yakovlev Yak-42 s'écrase peu après son décollage de l'aéroport Tounochna de Iaroslavl, faisant 44 morts parmi les 45 occupants,.

### Carrière internationale
Il représente l'équipe de Russie en sélections jeunes.

## Statistiques

### En club
| Saison    | Équipe                | Ligue        |    | Saison régulière | Saison régulière | Saison régulière | Saison régulière | Saison régulière |   | Séries éliminatoires | Séries éliminatoires | Séries éliminatoires | Séries éliminatoires | Séries éliminatoires |
| Saison    | Équipe                | Ligue        | PJ | B                | A                | Pts              | Pun              | PJ               | B | A                    | Pts                  | Pun                  |                      |                      |
| 2005-2006 | Lokomotiv Iaroslavl 2 | Pervaïa liga | 17 | 4                | 2                | 6                | 6                |                  |   |                      |                      |                      |                      |                      |
| 2006-2007 | Lokomotiv Iaroslavl 2 | Pervaïa liga | 44 | 10               | 18               | 28               | 36               |                  |   |                      |                      |                      |                      |                      |
| 2007-2008 | Lokomotiv Iaroslavl 2 | Pervaïa liga | 34 | 16               | 13               | 29               | 12               | 8                | 4 | 4                    | 8                    | 14                   |                      |                      |
| 2008-2009 | Lokomotiv Iaroslavl 2 | Pervaïa liga | 4  | 3                | 4                | 7                | 0                |                  |   |                      |                      |                      |                      |                      |
| 2008-2009 | Lokomotiv Iaroslavl   | KHL          | 19 | 2                | 3                | 5                | 8                | 15               | 1 | 2                    | 3                    | 6                    |                      |                      |
| 2009-2010 | Loko                  | MHL          | 4  | 2                | 2                | 4                | 2                | 1                | 0 | 1                    | 1                    | 0                    |                      |                      |
| 2009-2010 | Lokomotiv Iaroslavl   | KHL          | 38 | 3                | 4                | 7                | 14               | 6                | 2 | 1                    | 3                    | 0                    |                      |                      |
| 2010-2011 | Loko                  | MHL          | 3  | 1                | 1                | 2                | 2                |                  |   |                      |                      |                      |                      |                      |
| 2010-2011 | Lokomotiv Iaroslavl   | KHL          | 46 | 5                | 8                | 13               | 8                | 5                | 0 | 0                    | 0                    | 2                    |                      |                      |

### En équipe nationale
| Année | Compétition                          |   | PJ | B | A | Pts | Pun | +/-                |  | Résultats |
| 2007  | Championnat du monde moins de 18 ans | 7 | 3  | 0 | 3 | 2   | +3  | Médaille d'or      |  |           |
| 2009  | Championnat du monde junior          | 7 | 0  | 8 | 8 | 2   | +7  | Médaille de bronze |  |           |